# Casal de Curació
El Casal de Curació és un antic hospital, avui centre socio-sanitari del municipi de Vilassar de Mar a la comarca del Maresme) que forma part de l'Inventari del Patrimoni Arquitectònic de Catalunya. És obra de l'arquitecte Agustí Domingo i Verdaguer. Des de la darreria dels anys vuitanta del segle xx va ser transformat en centre sociosanitari.

## Descripció
És un edifici civil simètric respecte de l'entrada principal, al cim d'una escalinata. Presenta un eix marcadament longitudinal. El cos central presenta planta baixa i pis, i els cossos laterals baixos i soterrani. Trenquen la monotonia de l'horitzontalitat del conjunt dos petits pavellons octogonals que flanquegen l'entrada. Les obertures són realitzades i decorades per la part superior amb maó vist, avui dia pintat de blanc. Les cobertes queden tapades per un mur acabat amb línies corbes sinuoses. La cambra d'aire realitzada sota teulada es reflecteix a l'exterior amb les obertures de ventilació de maó. El conjunt està envoltat d'un ampli jardí i per darrere té alguns annexes funcionals. No ha patit gaires modificacions des de la construcció, només l'afegit d'annexes per a noves sales d'operació, etc. que no n'han pas alterat l'aspecte inicial.

## Història
A final de 1917 s'estengué un gran epidèmia de grip que causà nombroses morts arreu del continent. A Vilassar de Mar es pensà a habilitar l'Escola Nàutica com a hospital provisional per atendre i aïllar els malalts. Maria Vidal i Casacuberta i el seu marit Lluís Jover i Castells, industrials que passaven els estius a la població, tingueren la idea de fundar un hospital a la vila i compraren uns terrenys a la prolongació del carrer de Sant Genís que s'havia obert el 1904. Seguidament obriren una subscripció popular que recollí més de 38.000 pessetes i encarregaren el projecte del nou hospital a l'arquitecte Agustí Domingo i Verdaguer, que col·laboraria també amb el matrimoni Jover-Vidal en la construcció de cases barates a Vilassar de Mar i Barcelona.
El dia 11 de juliol de 1920, Maria Vidal cedia les instal·lacions i els terrenys a favor de la Junta del patronat i el 8 d'agost era inaugurat oficialment el nou hospital amb l'assistència de Josep Puig i Cadafalch, president de la Mancomunitat de Catalunya i demès autoritats.
A partir dels anys 1990 l'edifici deixà de ser hospital i passà a acollir un centre sociosanitari, gestionat pel patronat creat el 1920, i que dona servei a malalts de la comarca.